# کیکاش
کیکاش (به اسپانیایی: Quicash) یک کوه در پرو است که در استان بولونسی واقع شده‌است. کیکاش ۵٬۳۳۸ متر بالاتر از سطح دریا واقع شده‌است.